# 로드니 소허
로드니 유어트 소허(영어: Rodney Ewart Soher, 1893년 11월 27일 ~ 1983년 1월 25일)는 영국의 봅슬레이 선수로 1920년대 초에 활동했다. 그는 샤모니에서 열린 1924년 동계 올림픽의 봅슬레이 4인승 종목에 출전해서 은메달을 땄다.